# Lista de primeiros-ministros dos Países Baixos
A seguir, a lista de primeiros-ministros dos Países Baixos. O primeiro-ministro também é presidente do Conselho de Ministros dos Países Baixos e Ministro dos Assuntos Gerais. Embora o cargo exista oficialmente apenas desde 1945, o termo tem sido aplicado retroativamente aos presidentes do Conselho de Ministros desde 1848. 

## Lista de chefes de Governo
| Retrato | Presidente                                    | Início de Governo       | Fim de Governo                        | Partido                                                                     | Eleição                  | Chefe de Estado         |
| ------- | --------------------------------------------- | ----------------------- | ------------------------------------- | --------------------------------------------------------------------------- | ------------------------ | ----------------------- |
|         | Gerrit Schimmelpenninck (1794-1863)           | 25 de março de 1848     | 17 de maio de 1848                    | Sem Partido (Liberal)                                                       | -                        | Rei Guilherme II        |
|         | Jacob de Kempenaer (1793-1870)                | 21 de novembro de 1848  | 1 de novembro de 1849                 | Sem Partido (Liberal)                                                       | 1848                     | Rei Guilherme II        |
|         | Johan Rudolph Thorbecke (1798-1872)           | 1 de novembro de 1849   | 19 de abril de 1853                   | Sem Partido (Liberal)                                                       | 1850 1852                | Rei Guilherme III       |
|         | Floris Adriaan van Hall (1791-1866)           | 19 de abril de 1853     | 1 de julho de 1856                    | Sem Partido (Liberal)                                                       | 1853                     | Rei Guilherme III       |
|         | Justinus van der Brugghen (1803-1866)         | 1 de julho de 1856      | 18 de março de 1858                   | Sem Partido (Anti-revolucionário)                                           | 1856                     | Rei Guilherme III       |
|         | Jan Jacob Rochussen (1797-1871)               | 18 de março de 1858     | 23 de fevereiro de 1860               | Sem Partido (Conservador)                                                   | 1858                     | Rei Guilherme III       |
|         | Floris Adriaan van Hall (1791-1866)           | 23 de fevereiro de 1860 | 14 de março de 1861                   | Sem Partido (Liberal)                                                       | 1860                     | Rei Guilherme III       |
|         | Jacob van Zuylen van Nijevelt (1816-1890)     | 14 de março de 1861     | 10 de novembro de 1861                | Sem Partido (Liberal)                                                       | -                        | Rei Guilherme III       |
|         | Schelto van Heemstra (1807-1864)              | 10 de novembro de 1861  | 1 de fevereiro de 1862                | Sem Partido (Liberal)                                                       | -                        | Rei Guilherme III       |
|         | Johan Rudolph Thorbecke (1798-1872)           | 1 de fevereiro de 1862  | 10 de fevereiro de 1866               | Sem Partido (Liberal)                                                       | 1862                     | Rei Guilherme III       |
|         | Isaac Dignus Fransen van de Putte (1822-1902) | 10 de fevereiro de 1866 | 1 de junho de 1866                    | Sem Partido (Liberal)                                                       | -                        | Rei Guilherme III       |
|         | Julius van Zuylen van Nijevelt (1819-1894)    | 1 de junho de 1866      | 4 de junho de 1868                    | Sem Partido (Conservador)                                                   | Jun.1866 Out.1866        | Rei Guilherme III       |
|         | Pieter Philip van Bosse (1809-1879)           | 4 de junho de 1868      | 4 de janeiro de 1871                  | Sem Partido (Liberal)                                                       | 1868 1869                | Rei Guilherme III       |
|         | Johan Rudolf Thorbecke (1798-1872)            | 4 de janeiro de 1871    | 4 de junho de 1872 (Faleceu no cargo) | Sem Partido (Liberal)                                                       | 1871                     | Rei Guilherme III       |
|         | Gerrit de Vries (1818-1900)                   | 4 de junho de 1872      | 27 de agosto de 1874                  | Sem Partido (Liberal)                                                       | 1873                     | Rei Guilherme III       |
|         | Jan Heemskerk (1818-1897)                     | 27 de agosto de 1874    | 3 de novembro de 1877                 | Sem Partido (Conservador)                                                   | 1875                     | Rei Guilherme III       |
|         | Jan Kappeyne van de Coppello (1822-1895)      | 3 de novembro de 1877   | 23 de abril de 1883                   | Sem Partido (Anti-revolucionário)                                           | 1877 1879                | Rei Guilherme III       |
|         | Jan Heemskerk (1819-1897)                     | 23 de abril de 1883     | 21 de abril de 1888                   | Sem Partido (Conservador)                                                   | 1883 1884 1886 1887      | Rei Guilherme III       |
|         | Eneias Mackay Jr. (1838-1909)                 | 21 de abril de 1888     | 21 de agosto de 1891                  | Sem Partido (Anti-revolucionário)                                           | 1888                     | Rei Guilherme III       |
|         | Gijsbert van Tienhoven (1841-1914)            | 21 de agosto de 1891    | 9 de maio de 1894                     | União Liberal                                                               | 1891                     | Rainha Guilhermina      |
|         | Joana Röell (1844-1914)                       | 9 de maio de 1894       | 27 de julho de 1897                   | União Liberal                                                               | 1894                     | Rainha Guilhermina      |
|         | Nicolaas Pierson (1839-1909)                  | 27 de julho de 1897     | 1 de agosto de 1901                   | União Liberal                                                               | 1897                     | Rainha Guilhermina      |
|         | Abraham Kuyper (1837-1920)                    | 1 de agosto de 1901     | 17 de agosto de 1905                  | Partido Antirrevolucionário Holandês                                        | 1901                     | Rainha Guilhermina      |
|         | Theo de Meester (1851-1919)                   | 17 de agosto de 1905    | 12 de fevereiro de 1908               | União Liberal                                                               | 1905                     | Rainha Guilhermina      |
|         | Theo Heemskerk (1852-1932)                    | 12 de fevereiro de 1908 | 29 de agosto de 1913                  | Partido Antirrevolucionário Holandês                                        | 1909                     | Rainha Guilhermina      |
|         | Pieter Cort van der Linden (1846-1935)        | 29 de agosto de 1913    | 9 de setembro de 1918                 | União Liberal                                                               | 1913 1917                | Rainha Guilhermina      |
|         | Charles Ruijs de Beerenbrouck (1873-1936)     | 9 de setembro de 1918   | 4 de agosto de 1925                   | Partido Católico                                                            | 1918 1922                | Rainha Guilhermina      |
|         | Hendrikus Colijn (1869-1944)                  | 4 de agosto de 1925     | 8 de março de 1926                    | Partido Antirrevolucionário Holandês                                        | 1925                     | Rainha Guilhermina      |
|         | Dirk Jan de Geer (1870-1960)                  | 8 de março de 1926      | 10 de agosto de 1929                  | União Histórica Cristã                                                      | -                        | Rainha Guilhermina      |
|         | Charles Ruijs de Beerenbrouck (1873-1936)     | 10 de agosto de 1929    | 26 de maio de 1933                    | Partido Católico                                                            | 1929                     | Rainha Guilhermina      |
|         | Hendrikus Colijn (1869-1944)                  | 26 de maio de 1933      | 10 de agosto de 1939                  | Partido Antirrevolucionário Holandês                                        | 1933 1937                | Rainha Guilhermina      |
|         | Dirk Jan de Geer (1870-1960)                  | 10 de agosto de 1939    | 3 de setembro de 1939                 | União Histórica Cristã                                                      | -                        | Rainha Guilhermina      |
|         | Pieter Sjoerds Gerbrandy (1885-1961)          | 3 de setembro de 1939   | 25 de junho de 1945                   | Partido Antirrevolucionário Holandês                                        | -                        | Rainha Guilhermina      |
|         | Willem Schermerhorn (1894-1977)               | 25 de junho de 1945     | 3 de julho de 1946                    | Liga do Pensamento Livre Democrático (1945-1946) Partido do Trabalho (1946) | -                        | Rainha Guilhermina      |
|         | Luis Beel (1902-1977)                         | 3 de julho de 1946      | 7 de agosto de 1948                   | Partido Popular Católico                                                    | 1946                     | Rainha Guilhermina      |
|         | Willem Drees (1886-1988)                      | 7 de agosto de 1948     | 22 de dezembro de 1958                | Partido do Trabalho                                                         | 1948 1952 1956           | Rainha Juliana          |
|         | Luis Beel (1902-1977)                         | 22 de dezembro de 1958  | 19 de maio de 1959                    | Partido Popular Católico                                                    | -                        | Rainha Juliana          |
|         | Jan de Quay (1901-1985)                       | 19 de maio de 1959      | 24 de julho de 1963                   | Partido Popular Católico                                                    | 1959                     | Rainha Juliana          |
|         | Victor Marijnen (1917-1975)                   | 24 de julho de 1963     | 14 de abril de 1965                   | Partido Popular Católico                                                    | 1963                     | Rainha Juliana          |
|         | Jo Cals (1914-1971)                           | 14 de abril de 1965     | 22 de novembro de 1966                | Partido Popular Católico                                                    | -                        | Rainha Juliana          |
|         | Jelle Zijlstra (1918-2001)                    | 22 de novembro de 1966  | 5 de abril de 1967                    | Partido Antirrevolucionário Holandês                                        | -                        | Rainha Juliana          |
|         | Piet de Jong (1915-2016)                      | 5 de abril de 1967      | 6 de julho de 1971                    | Partido Popular Católico                                                    | 1967                     | Rainha Juliana          |
|         | Barend Biesheuvel (1920-2001)                 | 6 de julho de 1971      | 11 de maio de 1973                    | Partido Antirrevolucionário Holandês                                        | 1971                     | Rainha Juliana          |
|         | Joop den Uyl (1919-1987)                      | 11 de maio de 1973      | 19 de dezembro de 1977                | Partido do Trabalho                                                         | 1972                     | Rainha Juliana          |
|         | Dries van Agt (1931-2024)                     | 19 de dezembro de 1977  | 4 de novembro de 1982                 | Apelo Democrata-Cristão                                                     | 1977 1981                | Rainha Juliana          |
|         | Ruud Lubbers (1939-2018)                      | 4 de novembro de 1982   | 22 de agosto de 1994                  | Apelo Democrata-Cristão                                                     | 1982 1986 1989           | Rainha Beatriz          |
|         | Wim Kok (1938-2018)                           | 22 de agosto de 1994    | 22 de julho de 2002                   | Partido do Trabalho                                                         | 1994 1998                | Rainha Beatriz          |
|         | Jan Peter Balkenende (n.1956)                 | 22 de julho de 2002     | 14 de outubro de 2010                 | Apelo Democrata-Cristão                                                     | 2002 2003 2006           | Rainha Beatriz          |
|         | Mark Rutte (n.1967)                           | 14 de outubro de 2010   | 2 de julho de 2024                    | Partido Popular para a Liberdade e Democracia                               | 2010 2012 2017 2021 2023 | Rei Guilherme Alexandre |
|         | Dick Schoof (n.1957)                          | 2 de julho de 2024      | Presente                              | Sem Partido (Conservador)                                                   | -                        | Rei Guilherme Alexandre |